# Keflavíkurvöllur
Das Keflavíkurvöllur ist ein Fußballstadion in der isländischen Hafenstadt Keflavík. Der Fußballverein Keflavík ÍF trägt hier seine Heimspiele aus. Das Stadion hat eine Kapazität von 4000 Besuchern. Die Anlage wird nach einem Sponsor, der Supermarktkette Nettó, auch Nettó-völlur genannt.